# Крикет
Крикетът е колективен спорт, в който се използват бухалка и топка.
Играе се от 2 отбора по 11 състезатели на овално игрално поле с диаметър 137 – 150 м, в центъра на което е разположена пътечка (линия на подаването) с дължина 22 ярда. Първоначално единият отбор батира, опитвайки се да отбележи колкото може повече рънове, докато другият отбор се опитва да отстрани батера и по този начин да ограничи броя на точките на батиращия отбор. Точка се отбелязва, когато ударената топка излезе извън игралното поле или когато удрящият батер удари топката с бухалката си и стигне до отсрещния край на пътечката, без да бъде отстранен. В края на ининга двата отбора разменят местата си.
В професионалния крикет продължителността на играта варира от 20 оувъра (хвърляния на 6 топки) до тестовия крикет, където мачовете се играят по пет дни. Правилата на крикета се поддържат от Международния съвет по крикет (МСК) и Марълъбън Крикет Клъб.

Крикетът възниква в южната част на Англия през 16 век и към края на 18 век се е превърнал в националния спорт на страната. С разширението на Британската империя крикетът се разпространява в нейните владения и в средата на 19 век се играят първите международни мачове. Днес играта е особено популярна в Австралия, Индия, Пакистан, Антилските и Британските острови.

## История
Ранният крикет в миналото е описван като „бухалка, удряща топка, [като в] древните игри на клъб-бол, стул-бол, трап-бол, стоб-бол“. Крикетът със сигурност може да бъде проследен до епохата на Тюдорите в началото на 16 век. Запазени са и писмени свидетелства за игра, наричана „крейг“ (creag), играна от принц Едуард още през 1301 година, като са правени предположения, че в тях става дума за форма на крикет, макар това да не е убедително доказано.
Освен думата creag съществуват и няколко други възможности за произхода на наименованието „крикет“. В най-ранното сигурно споменаване на спорта от 1598 година той е наричан creckett. Като се вземат предвид интензивните търговски контакти през късното Средновековие между югоизточните области на Англия и графство Фландрия, името може би произлиза от среднонидерландското krick(-e) („пръчка“), както и от староанглийското cricc или cryce („тояга“). В речника на Семюъл Джонсън от 1755 година е посочено, че „крикет“ произлиза от саксонската дума cryce („пръчка“). Друга възможност е среднонидерландската дума krickstoel, означаваща ниско столче, използвано за коленичене в църква, което е подобно на дългия и нисък уикет, използван в ранния крикет. Според езиковеда Хайнер Гилмайстер „крикет“ произлиза от среднонидерландското име на хокея met de krik ketsen (буквално, „лов с пръчка“).
Първото сигурно свидетелство за крикета е съдебно дело от 1598 година, в което се споменава за „крекет“, игран в общинска мера в Гилдфорд около 1550 година. По време на съдебно заседание през януари 1597 година 59-годишният свидетел Джон Дерик заявява, че когато е бил ученик в местното училище 50 години по-рано, „той и много от неговите съученици тичали и играли [в общинската мера] на крекет и други игри“. Смята се, че първоначално крикетът е детска игра, но източници от около 1610 година показват, че по това време тя се играе и от възрастни, а малко по-късно са регистрирани и първите междуселски мачове. През 1624 година играч на име Даспър Винол умира при удар по главата по време на мач между два селски отбора в Съсекс.
Множество свидетелства през целия 17 век показват нарастването на популярността на крикета в Югоизточна Англия. Към края на века той се е превърнал в организиран спорт, игран при високи залози, като се смята, че първите професионални играчи се появяват в годините след Реставрацията от 1660 година. Запазена е вестникарска дописка за „голям мач по крикет“ с по единадесет играчи от всяка страна, игран при високи залози в Съсекс през 1697 година.
През 18 век играта претърпява значително развитие и се превръща в национален спорт на Англия. Залозите играят важна роля в това развитие, като някои богати спонсори създават свои собствени отбори. Крикетът е популярен в Лондон около 1707 година, като по това време мачовете на Артилъри Граунд вече събират големи тълпи.
Хвърлянето на топката от боулърите се появява около 1760 година, като дотогава тя е само търкаляна или плъзгана към батера. Това предизвиква истинска революция в дизайна на бухалките – съвременната права бухалка, появила се по това време, е по-удобна за удряне на подскачащата топка, отколкото използвания дотогава стик, подобен на хокейния. През 60-те години е основан Хамбълдън Клъб, който през следващите 20 години, до основаването на Марълъбън Крикет Клъб и откриването на Лордс Олд Граунд, е водещият клуб и основното средище на крикета.
През 19 век организацията на крикета се усложнява, като се основават клубове на графствата, пръв от които е Съсекс Каунти Крикет Клъб (1839), а през 1890 година е официално създаден Шампионата на графствата. Междувременно разрастването на Британската империя играе важна роля за разпространението на играта, която в средата на века е добре утвърдена в Индия, Северна Америка, Антилските острови, Южна Африка, Австралия и Нова Зеландия. През 1844 година е игран първият международен мач между отборите на Съединените щати и Канада.
През 1859 година отбор от английски играчи прави първата обиколка, като играе поредица мачове в Северна Америка. През 1868 година австралийски отбор пътува до Англия, където играе с отборите на различни графства. През 1876 – 1877 година в Мелбърн е игран първият мач по тестов крикет между отборите на Англия и Австралия.
През 1865 година започва продължителната кариера на Уилям Гилбърт Грейс, за която често се казва, че предизвиква революция в спорта. Съперничеството между Англия и Австралия поставя началото на турнира по тестов крикет Ешъс през 1882 година. Тестовия крикет започва да получава по-широко разпространение в края на 80-те години, когато Южна Африка играе срещу Англия. Последните две десетилетия преди Първата световна война често са наричани Златен век на крикета.
Годините между двете световни войни са доминирани от един изключителен играч – австралиеца Дон Брадман, чиито статистики като батер са най-добрите на всички времена. Именно желанието на англичаните да се противопоставят на неговите изключителни умения довежда до създаването на печално известната тактика бодилайн, използвана от тях през 1932 – 1933 година. Участниците в състезания по тестов крикет продължават да се увеличават, като преди Втората световна война се включват отборите на Западните Индии, Индия и Нова Зеландия, а след това и на Пакистан, Шри Ланка и Бангладеш. Между 1970 и 1992 година Южноафриканската република е отстранена от състезанията, заради политиката на апартейд в страната.
Крикетът навлиза в нов период през 1963 година, когато английските графства въвеждат варианта с ограничен брой оувъри. Тъй като този вариант на играта винаги води до победа на единия отбор, той бързо печели популярност и броят на мачовете се увеличава, а през 1971 година е игран и първият международен турнир. Международният съвет по крикета осъзнава потенциала на тази игра и през 1975 година организира първият редовен турнир с ограничен брой оувъри Световна купа по крикет. През 21 век се появява и бързо набира популярност нов вариант с ограничен брой оувъри – Туенти20.

## Правила и игра
Крикетът е игра с топка и бухалка (бата), играе се от два отбора, всеки съставен от единадесет играчи. Единият отбор батира, опитвайки се да отбележи рънове, а другият хвърля и защитава полето, опитвайки се да ограничи резултата на първия и да отстрани от игра батиращите. Целта на играта е да се отбележат повече рънове от противника. В някои форми на крикета също може да е необходимо да се отстрани от игра другият отбор (т.е. 10 от 11 възможни батиращи), за да се спечели мачът, иначе играта се смята за равна. Има отделни лиги за женски крикет, а в неофициални срещи могат да се видят и смесени отбори.

### Формат на игра
Крикет мачът е разделен на периоди, наречени ининги. Преди мача се решава дали отборите да изиграят един или два ининга всеки. По време на ининга единият отбор защитава полето (полеви отбор), а другият батира. Двата отбора се сменят в тези действия след всеки ининг. Всички единадесет играчи на защитаващия се отбор заемат полето, а от батиращия отбор има само двама играчи (двата батсмана). Редът на батиране на играчите в даден отбор обикновено се обявява непосредствено преди мача, но може да се променя.
Точно преди началото на мача се хвърля жребий от капитаните на отборите (които са и играчи): победителят взима решение дали първо да батира, или да защитава полето.
Игрището за крикет обикновено е с овална форма, с правоъгълно поле за хвърляне в центъра. Краят на игралното поле е маркиран с граница (т.нар. boundary, което се използва и като термин в играта), която би могла да бъде ограда, части от трибуните, въже или боядисана линия.
На всеки край на правоъгълното поле в центъра има дървени мишен, наричани уикет, поставени на двадесет и два ярда една от друга. На полето са маркирани няколко линии: боулинг линия (bowling crease) – на една линия с уикета, и линия на батиране (batting crease или popping crease) на четири фута (122 см) пред него. Самият уикет е направен от три вертикални дървени крачета (stumps), поддържащи две по-къси хоризонтални дръжки (bails). Уикетът се смята за свален, ако най-малко една от по-късите пръчици е изместена от мястото си или ако е съборена една от по-дългите пръчки (обикновено от топката, но също така ако батсманът я събори поради някаква причина с тялото или екипировката си).
Във всеки един момент всеки батсман „притежава“ определен уикет (обикновено този по-близо до него) и (освен когато батира) е на сигурно място, когато е в полето си. Това означава, че най-малко една част от тялото или бухалката му докосва земята зад линията на батиране. Ако „неговият“ уикет е свален, докато топката е в игра, а той е извън полето си – това означава, че той е изгорен и напуска играта, но другият батсман е на сигурно място.
Двамата батсмани заемат позиции в двата противоположни края на правоъгълното поле. Един определен играч от полевия отбор, наречен боулър, хвърля топката от единия край на това поле към удрящия батсман в другия край. Другият батсман се нарича неудрящ и стои от страната на уикета си, зад линията. На батсмана е позволено да пристъпи напред, макар това да носи риск. Друг играч от полевия отбор, пазачът на уикета, е разположен зад уикета на удрящия батсман.
Другите девет играчи от полевия отбор стоят извън правоъгълното поле, разпределени по целия терен. Капитанът на полевия отбор често променя тактическите им позиции между хвърлянията.
На всеки край на правоъгълното поле винаги има по един арбитър, който в крикета е наричан ъмпайър.
Хвърлящият топката играч („боулър“) обикновено отстъпва няколко ярда (метра) зад уикета, затичва се към него (неговата „засилка“) и след това хвърля топката над главата си, когато достигне до боулинг линията. (Ако я пресече, преди да хвърли топката, или ако огъне лакътя си твърде много при хвърлянето, тогава това е лоша топка, батсманът не може да бъде изгорен, а батиращият отбор получава допълнителен или екстра рън. Ако топката премине далеч от уикета извън обсега на батсмана, тогава тя се нарича „неточна“ (wide, също получаваща допълнителен рън). Топката може да бъде хвърлена така, че да отскочи от терена, падайки точно на линията (тогава подобна топка се нарича „йоркър“ (yorker)), или да пресече линията без подскачане – т.нар. „цяло хвърляне“ (full toss).
Неточна топка или лоша топка не се броят към шестте топки в оувъра.
Батсманът се опитва да попречи на топката да събори уикета, като удари топката с бухалката си (това включва дръжката на бухалката и ръкавиците). Ако боулърът успее да събори уикета, батсманът е „изгорен“ (отстранен от игра) и се казва, че е „отстранен с топка, аут с топка“ (bowled out). Ако батсманът пропусне да удари топката, но друга част на тялото му не ѝ позволи да достигне до уикета, тогава той е out leg before wicket, или „LBW“.
Ако батсманът удари топката, но тя е хваната от полеви играч, без да докосне терена след удара на батсмана, тогава той е „хванат“ (caught out, тоест „отстранен с хващане, аут чрез хващане“). Ако топката е уловена обратно от боулъра, тогава за батсмана се казва, че е „хванат и хвърлен“ (caught and bowled, тоест топката е хваната от хвърлилия я играч); а ако е уловена от пазача на уикета – че батсманът е хванат отзад (caught behind, тоест топката е хваната от играча отзад). Във всички случаи хващането на топката във въздуха от противниковия отбор води до отстраняване (елиминиране) на батсмана от игра и влизането на следващия играч за батиране от батиращия отбор.
Ако батсманът успее да удари хвърлената топка и тя не е уловена във въздуха от противника, а например подскача из терена, тогава двамата батсмани могат да се опитат да спечелят точки (ръна) за отбора си. Те започват да тичат по дължината на правоъгълното поле, разменяйки позициите си и докосвайки полето зад срещуположната линия с бухалката си. Всяка отсечка и докосване на полето зад линията с бухалката от двата батсмана печели един рън. В зависимост от развитието на играта и непосредственото хвърляне, батсманите могат да опитат един или няколко ръна, или да изберат да не отбелязват рънове. При опитите си за спечелване на рънове батсманите рискуват да бъдат елиминирани от играта. Това се случва, ако полевият отбор успее да върне топката и удари с нея уикета (чрез хвърляне или докосване с топката в ръка), преди батсманът, който притежава уикета, да достигне полето си зад линията. Батсманът е „отстранен чрез надбягване“ (run out, елиминиран при тичането, аут при надбягването с топката). Батсманите понякога започват да тичат, но променят решението си, виждайки развитието на играта (например противниковия отбор успява да върне топката по-бързо от очакваното) и се връщат към първоначалните си сигурни позиции при уикета си.
Ако батсманът удари топката така, че тя да излети зад границата на терена, без да го докосне – на батиращия отбор автоматично се дават шест ръна, без батсманите да пробягват разстоянието между уикетите. Ако топката докосне земята и след това достигне и премине границата на терена – аналогично се записват четири ръна. Дори и батсманите да са започнали да тичат и са достигнали срещуположния уикет, преди топката да достигне до границата, техните рънове не се броят.
Ако батсманът пропусне да удари топката, двамата все пак могат да опитат отбелязването на „екстра“ рънове: те са известни като „пропуснати“ (byes, в смисъл пропусната топка – когато ъмпайърът сметне, че батсманът е направил всичко възможно да удари идващата подходяща топка, но не е успял и топката е преминала, без да докосне никоя част от тялото или екипировката му, но не е ударила и уикета – тогава има ситуация на игра и батсманите могат да опитат рънове). Ако при подобна ситуация топката е отскочила от тялото му и после има отбелязан рън, той се нарича „пропуснат при докосване с крак“ (leg bye – макар че докосването може да е и с друга част на тялото (но не и с бухалката или ръкавицата на ръката, която държи бухалката) – знакът който се дава от ъмпайъра е повдигане на едното коляно и докосването му с длан).
Ако удрящият батсман напусне полето си и пропусне да удари топката, след това пазачът на уикета може да я хване и да събори уикета, елиминарайки батсмана – т.нар. stumped.
В случай на „лоша“ или „неточна“ топка, батсманът може да избере да удари топката, печелейки рънове в допълнение към фиксираното наказание. Ако направи това, той може да бъде елиминиран само чрез „надбягване“.
Когато батсманите приключат опита си да отбележат рънове, топката се нарича „мъртва“ (dead) и се връща на боулъра за следващото хвърляне. Топката е „в игра“, (live) от момента, когато боулърът започне засилването си. Боулърът продължава да хвърля към един и същи уикет, независимо от смените на позициите на батсманите.
Батсманът може да се оттегли от инингите, без да бъде отстранен от играта – обикновено след постигане на събитие като серия от сто ръна (наричана „сенчъри“ – century). Елиминираният батсман напуска терена, за да бъде заменен от друг играч от батиращия отбор. Все пак, макар че уикетът може да бъде свален или топката да е хваната, батсманът всъщност не е елиминиран, докато хвърлящият отбор не сигнализира на ъмпайърите за решение – по традиция използвайки изразът „How's that“ (или „Howzat“) (въпреки че често при ясна ситуация батсманът веднага си тръгва, без да изчаква решението). В някои мачове, особено тестовете, и двата отбора могат да поискат преглед от трети ъмпайър, който може да използва „Система за преглед на решението“ (DRS), която включва телевизионни повторения или друго електронно оборудване, например Ястребово око, Hot Spot или Snickometer.
След като боулърът хвърли топката шест пъти (един оувър), друг член на полевия отбор излиза като нов боулър, а старият заема полева позиция. Батсманите остават същите и новият боулър хвърля към противоположния уикет, така че ролите на удрящия и неудрящия батсман се сменят. Пазачът на уикета и двамата ъмпайъри (реферите) винаги променят позициите си, както и много от полевите играчи, и играта продължава. Боулърите могат (и обикновено го правят) да се изредят да хвърлят по няколко пъти на ининг, но не могат да хвърлят в два последователни оувъра.
Инингите приключват, когато 10 от 11-те играчи на батиращия отбор са отстранени (all out, макар че един винаги остава „неотстранен“, но играта не може да продължи със само един батсман); когато са изиграни определен брой ининги или когато батиращият отбор обяви, че има достатъчно рънове.
Броят на инингите и оувърите в ининга варират в зависимост от формата на мача. В мач, който не е с формат на определен брой оувъри, ъмпайърите често уточняват, че последната сесия за деня ще има определен брой оувъри, вместо да трае определено време (за да се избегне протакането на време от някой от отборите).
Мачът завършва, когато приключат всички ининги. Ъмпайърите могат също да обявят края на мача, в случай на неподходяща светлина или лошо време.
Но често мачът завърва веднага след като отборът, който батира, приключи инингите си или и двата завършат инингите си, а другият отбор има вече повече рънове. В мачовете с четири ининга на последния отбор дори може да не се наложи да играе втория си ининг: за този отбор се казва, че „е спечелил с ининг“. Ако побеждавщият отбор не е завършил последния си ининг и все още има например пет батсмана, които не са отстранени или дори не са батирали, тогава се казва, че отборът „печели с пет уикета“. Ако всички играчи на последния батиращ отбор са отстранени и той губи мача, защото има по-малко рънове (например 50), отколкото другия отбор, тогава отборът-победител „печели с 50 ръна“. В редките случаи, когато и двата отбора извършват инингите си и имат един и същ брой рънове, тогава резултатът е равен.
В мачовете, които не са определен брой оувъри, също има възможност за равен: отборът с по-малко рънове все още има батсмани на терена, когато играта свършва – обикновено, защото времето е свършило. Това оказва влияние върху стратегията: един отбор често обявява своите ининги за завършени, когато е натрупал достатъчно рънове, с надеждата, че ще има достатъчно време да отстрани другия отбор и по този начин да избегне равенство, но така се рискува и загуба, ако другият отбор отбележи достатъчно рънове.

### Игрище, уикети и маркировка

#### Повърхност
Крикетът се играе на тревно покритие.
Правилата на крикета не уточняват размера или формата на терена, но той често е с овална форма. В центъра на терена има правоъгълна ивица, известна като „поле за крикет“.
Полето е с плоска повърхност, широка около 3 метра (10 фута), с много ниска трева, която има тенденция да изчезва постепенно с напредването на играта. В двата края на това поле, на разстояние от около 20 метра (22 ярда) една от друга, се поставят дървени цели, известни като уикети. Те служат като мишена за хвърлящия отбор (известен също като „полеви“) и се защитават от батиращия отбор, който се стреми да натрупа рънове.

#### Части на уикета и линии
Всеки уикет на полето се състои от три дървени крачета, поставени вертикално и успоредно едно на друго. Най-отгоре им се поставят с други две дървени пръчки, наречени дръжки; общата височина на вратичката включително дръжките е 720 мм (28,5 инча), а общата ширина на трите крачета, включително малките междини между тях е 230 мм (9 инча).
Четири линии, известни като „ръбове“ (creases), са боядисани върху терена около зоните на уикитете, за да определят „безопасната територия“ на батсмана и да определят границата на засилка на боулъра. Те се наричат  „батираща линия“, „боулинг линия“ и две „линии за връщане“.
Крачетата на уикета се поставят успоредно на боулинг линията и така тези линии трябва да бъдат на 22 ярда (приблизително 20 метра) една от друга. Боулинг линията е дълга 8 фута и 8 инча (2,64 м), като средното краче е точно в центъра ѝ. Батиращата линия има същата дължина и е успоредна на боулинг линията на разстояние от 4 фута (1,2 м) пред уикета. Линиите за връщане са перпендикулярни на другите две, те започват от краищата на батиращата линия и са начертани през краищата на боулинг линията, като дължината им е поне 8 фута (2,4 м).
Когато хвърля топката, задният крак на боулъра по време на неговата „крачка за хвърляне“ трябва да се приземи между двете линии за връщане, като поне една част от предния му крак трябва да се приземи върху или зад батиращата линия. Ако боулърът наруши това правило, съдията обявява „лоша топка“.
Значението на батиращата линия за батсмана е, че тя бележи границата на безопасната за него територия. Той може да бъде елиминиран чрез събаряне на уикета (stumped) или надбяган (run out), ако уикетът е свален, докато той е „извън територията си“.

### Бухалка и топка
i) Употребявана бяла топка. Белите топки се използват главно при крикета с ограничен брой оувъри, особено в мачовете, играни привечер на осветление (вляво).

ii) Употребявана червена топка. Червените топки се използват в тестовите и международните мачове, мачовете от висшите лиги и някои други форми на крикет (вдясно).

Основното в този спорт е боулърът да хвърли топката от своя край на полето към батсмана, който е въоръжен с бухалка и трябва да я „удари“ в другия край на полето.
Бухалката за крикет е направена от дърво (обикновено бяла върба) и има форма на острие, завършващо с цилиндрична дръжка. Острието не трябва да бъде по-широко от 108 мм (4,25 инча), а общата дължина на бухалката не трябва да е повече от 970 мм (38 инча).